# Birkin (borsa)

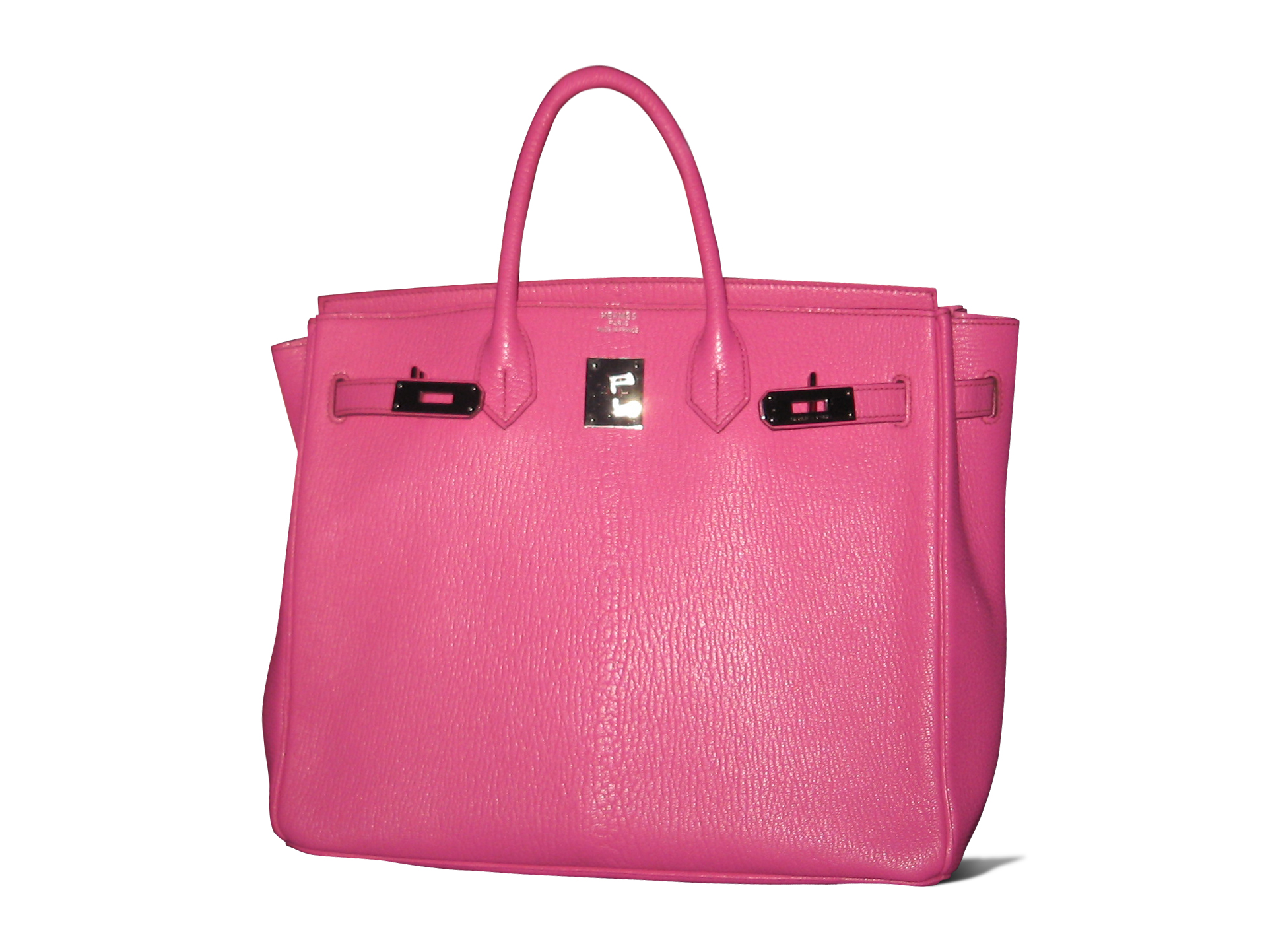
Birkin bag di colore rosa

La Birkin è una borsa realizzata dagli artigiani di Hermès. 
Prende il nome dall'attrice Jane Birkin. Nella cultura di massa la Birkin è diventata simbolo di lusso e la stessa Jane Birkin ha dichiarato che la fama della borsa ha di gran lunga superato la sua.

## Storia del prodotto
L'attrice Jane Birkin raccontò alla giornalista Dana Thomas la propria versione: nel 1983, durante un volo da Parigi a Londra, dove viaggiava anche Jean-Louis Dumas, lo stilista di Hermès, lei aprì la sua borsa di Hermès dalla quale cadde una moltitudine di fogli e appunti. Dumas allora prese la sua borsa e gliela restituì qualche settimana dopo, con l'aggiunta di una tasca (che da allora divenne standard). Jane Birkin raccontò a Dumas la propria difficoltà di trovare una borsa per il week-end, che fosse allo stesso tempo femminile e comoda. In base alla descrizione del suo ideale di borsa, Dumas ne realizzò il prototipo e gliela fece arrivare a casa.
Una versione più pungente è stata raccontata dal regista Andrew Litvack: egli raccontò che Jane venne chiamata da Hermès per il primo prototipo già nel 1984. L'attrice stava per andarsene con la borsa, quando le dissero che stava dimenticando qualcosa. Jane, imbarazzata, si rese conto che volevano farle pagare la borsa. Dopo l'episodio, racconta Litvack, Jane venne rimborsata e in seguito ha ricevuto uno sconto del 10% da Hermès. 
La borsa originale di Jane Birkin è stata messa all'asta nell'aprile del 2011 per raccogliere fondi per le vittime del terremoto del Tōhoku del 2011.

## Modelli e caratteristiche
Il costo per una Birkin varia da 8 000 euro, fino ad arrivare a più di 120 000. 
Una Birkin di pelle di coccodrillo e impreziosita da diamanti è stata battuta all'asta nel 2005 per 65 000 dollari. 
Nel 2016 la versione "Nilo Crocodile" è stata venduta da Christie's per 300 168 dollari, e nel 2017 a Hong Kong una stessa versione è stata venduta per 368 000 dollari, diventando la borsa più cara mai venduta. 
Le ordinazioni per speciali modelli di Birkin possono superare anche i due anni di attesa, prima di essere evasi.

## Riferimenti nei media
- In anni recenti la borsa è stata spesso citata in popolari serie televisive come Sex and the City[7], Una mamma per amica[8], e Will & Grace[9][10]. La borsa è nominata anche nella stagione finale de I Soprano, nella seconda stagione di 90210 e in Gossip Girl. La Birkin viene anche nominata, nella sua versione di struzzo, nel film Transformers 3.
- Alla Birkin Bag fa anche riferimento Lil' Kim nel brano Doing It Way Big, Jay-Z e Beyoncé nel brano Déjà vu e nuovamente nel brano '03 Bonnie & Clyde, Nicki Minaj nel brano Get On Your Knees, Madonna nel video di Give It 2 Me e anche la rapper Cardi B nel singolo Up. Il rapper statunitense Gunna ha scritto il brano Baby Birkin, dove allude alla possibilità di permettersi di comprare la suddetta borsa a un segnale di aver raggiunto fama e successo. Riferimenti alla borsa vengono fatti anche nel musical ispirato al film La rivincita delle bionde.
- La Birkin Bag è spesso citata da un personaggio del libro Al diavolo piace dolce di Lauren Weisberger, Elisa, e anche da Olivia, personaggio del libro di Ester Viola L'amore è eterno finché non risponde.
- La "Posh Spice" Victoria Beckham possiede una collezione personale di Birkin Bags, il cui valore complessivo ammonta a più di 1 500 000 sterline.